# Oleksiivka, Verhnii Rohaciîk
Oleksiivka (în ucraineană Олексіївка) este un sat în comuna Ciîstopillea din raionul Verhnii Rohaciîk, regiunea Herson, Ucraina.

## Demografie
Componența lingvistică a localității Oleksiivka
     Ucraineană (88,4%)
     Rusă (11,6%)
Conform recensământului din 2001, majoritatea populației localității Oleksiivka era vorbitoare de ucraineană (88,4%), existând în minoritate și vorbitori de rusă (11,6%).